# Heilooër Blond
Heilooër Blond is een Nederlands bier van hoge gisting.
Het bier wordt gebrouwen in opdracht van brouwerij Heyloo te Heiloo in brouwerij De Schans te Uithoorn.Het is een blond bier met een alcoholpercentage van 7%. Op 16 december 2011 kwam het bier op de markt. Op het etiket staat het Witte Kerkje (omstreeks 1850) van Heiloo afgebeeld, een schilderij van Jan Fabius.